# Plélan-le-Petit
Plélan-le-Petit [plelɑ̃l pəti] est une commune française située dans le département des Côtes-d'Armor en région Bretagne.

## Géographie
Le relief est peu accidenté, avec une altitude moyenne se situant autour de 100 mètres avec des extrêmes variant de 122 à 70 mètres.
La commune est irriguée par un réseau hydrographique constitué de trois ruisseaux peu importants qui prennent naissance sur le territoire communal :
- le Montafilan, qui s'écoule vers le nord,
- le ruisseau de Bénodais,
- et celui de l'étang de Beaulieu qui s'écoulent vers le sud.

Le territoire communal présente un paysage de bocage très lâche, les boisements les plus importants se trouvent dans la partie sud entre le lieu-dit « le Surget » et « Lourmel », à la « Grande Noe » et ses alentours et au « Bois Mottais ».

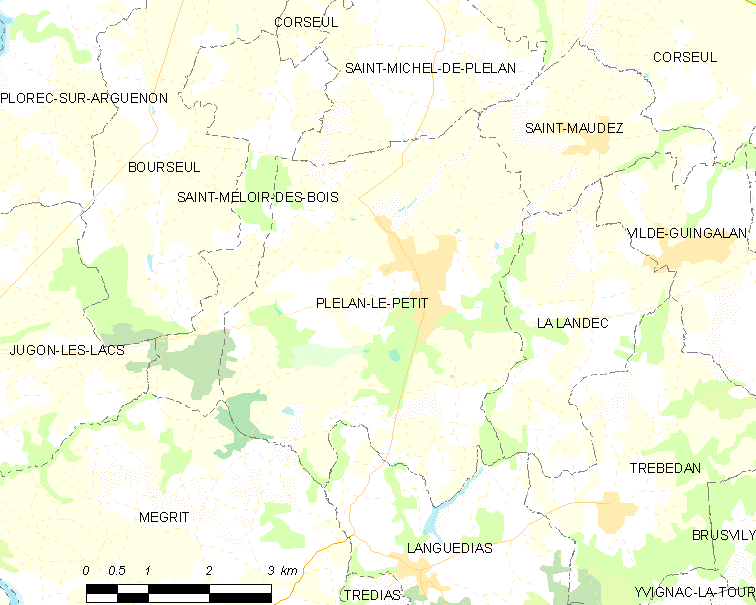
Carte de la commune de Plélan-le-Petit.

| Saint-Méloir-des-Bois | Saint-Michel-de-Plélan | Saint-Maudez |
|                       | Plélan-le-Petit        | La Landec    |
| Mégrit                | Languédias             |              |

### Hydrographie
Pour un article plus général, voir Réseau hydrographique des Côtes-d'Armor.
La commune est située dans le bassin Loire-Bretagne. Elle est drainée par le Montafilan, le Benodais, le Pont Renault et les Vaux du Moulin,,.
Le Montafilan, d'une longueur de 16 km, prend sa source dans la commune  et se jette  dans l'Arguenon en limite de Plancoët et de Créhen, après avoir traversé six communes. 
Un plan d'eau complète le réseau hydrographique : l'étang de Beaulieu, d'une superficie totale de 16,6 ha (0,19 ha sur la commune),.

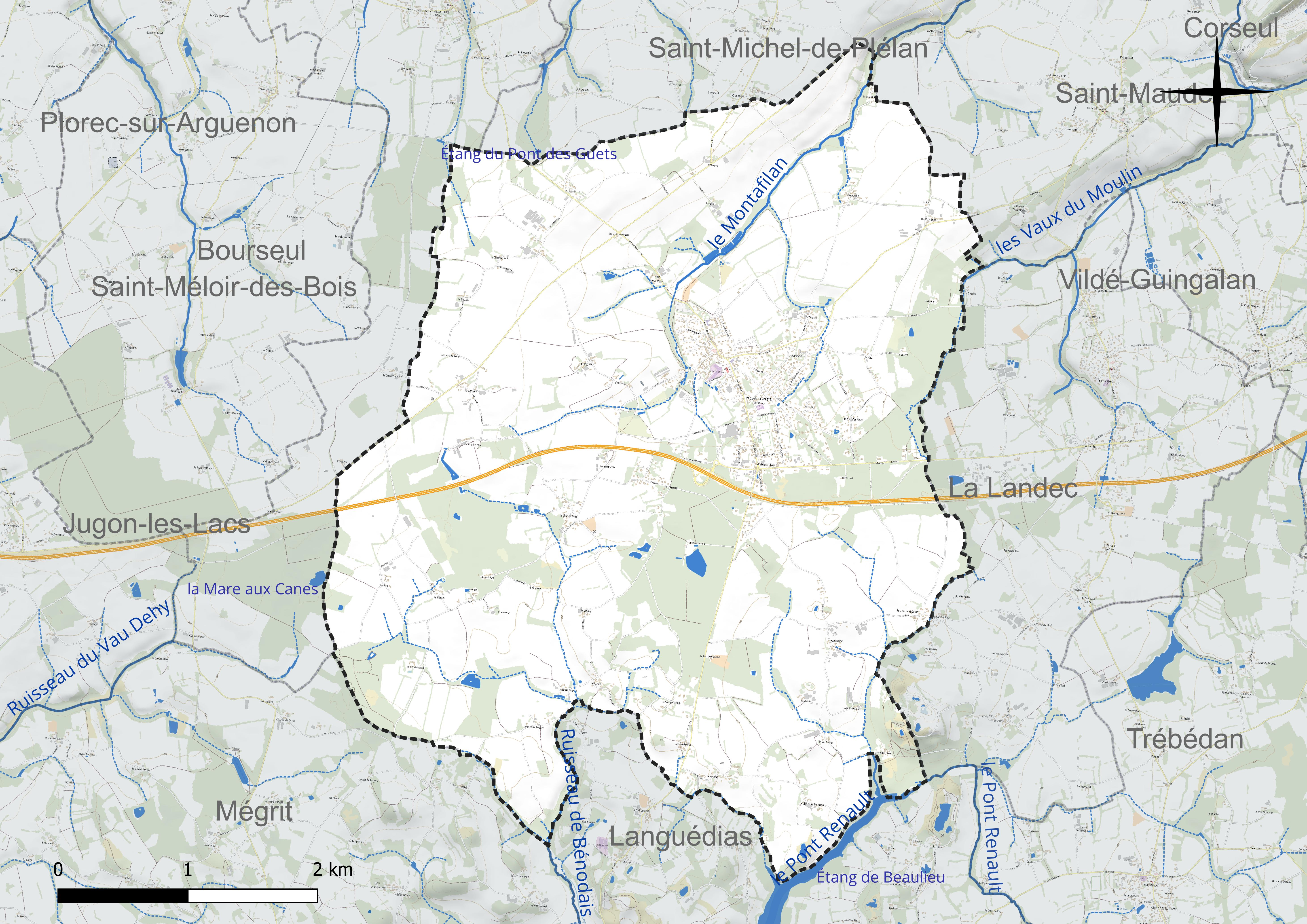
Réseau hydrographique de Plélan-le-Petit.

### Climat
Pour des articles plus généraux, voir Climat de la Bretagne et Climat des Côtes-d'Armor.
En 2010, le climat de la commune est de type climat océanique franc, selon une étude du Centre national de la recherche scientifique s'appuyant sur une série de données couvrant la période 1971-2000. En 2020, Météo-France publie une typologie des climats de la France métropolitaine dans laquelle la commune est exposée à un climat océanique et est dans la région climatique Bretagne orientale et méridionale, Pays nantais, Vendée, caractérisée par une faible pluviométrie en été et une bonne insolation. Parallèlement l'observatoire de l'environnement en Bretagne publie en 2020 un zonage climatique de la région Bretagne, s'appuyant sur des données de Météo-France de 2009. La commune est, selon ce zonage, dans la zone « Intérieur », exposée à un climat médian, à dominante océanique.
Pour la période 1971-2000, la température annuelle moyenne est de 11,3 °C, avec une amplitude thermique annuelle de 11,5 °C. Le cumul annuel moyen de précipitations est de 763 mm, avec 12,6 jours de précipitations en janvier et 6,6 jours en juillet. Pour la période 1991-2020, la température moyenne annuelle observée sur la station météorologique la plus proche, située sur la commune de Quintenic à 18 km à vol d'oiseau, est de 11,6 °C et le cumul annuel moyen de précipitations est de 769,8 mm,. Pour l'avenir, les paramètres climatiques de la commune estimés pour 2050 selon différents scénarios d'émission de gaz à effet de serre sont consultables sur un site dédié publié par Météo-France en novembre 2022.

## Urbanisme

### Typologie
Au 1er janvier 2024, Plélan-le-Petit est catégorisée bourg rural, selon la nouvelle grille communale de densité à 7 niveaux définie par l'Insee en 2022.
Elle est située hors unité urbaine. Par ailleurs la commune fait partie de l'aire d'attraction de Dinan, dont elle est une commune de la couronne,. Cette aire, qui regroupe 25 communes, est catégorisée dans les aires de moins de 50 000 habitants,.

### Occupation des sols
L'occupation des sols de la commune, telle qu'elle ressort de la base de données européenne d’occupation biophysique des sols Corine Land Cover (CLC), est marquée par l'importance des territoires agricoles (78,4 % en 2018), en diminution par rapport à 1990 (79,8 %). La répartition détaillée en 2018 est la suivante :
terres arables (53,8 %), zones agricoles hétérogènes (22,5 %), forêts (15,7 %), zones urbanisées (5,9 %), prairies (2,2 %). L'évolution de l’occupation des sols de la commune et de ses infrastructures peut être observée sur les différentes représentations cartographiques du territoire : la carte de Cassini (XVIIIe siècle), la carte d'état-major (1820-1866) et les cartes ou photos aériennes de l'IGN pour la période actuelle (1950 à aujourd'hui).

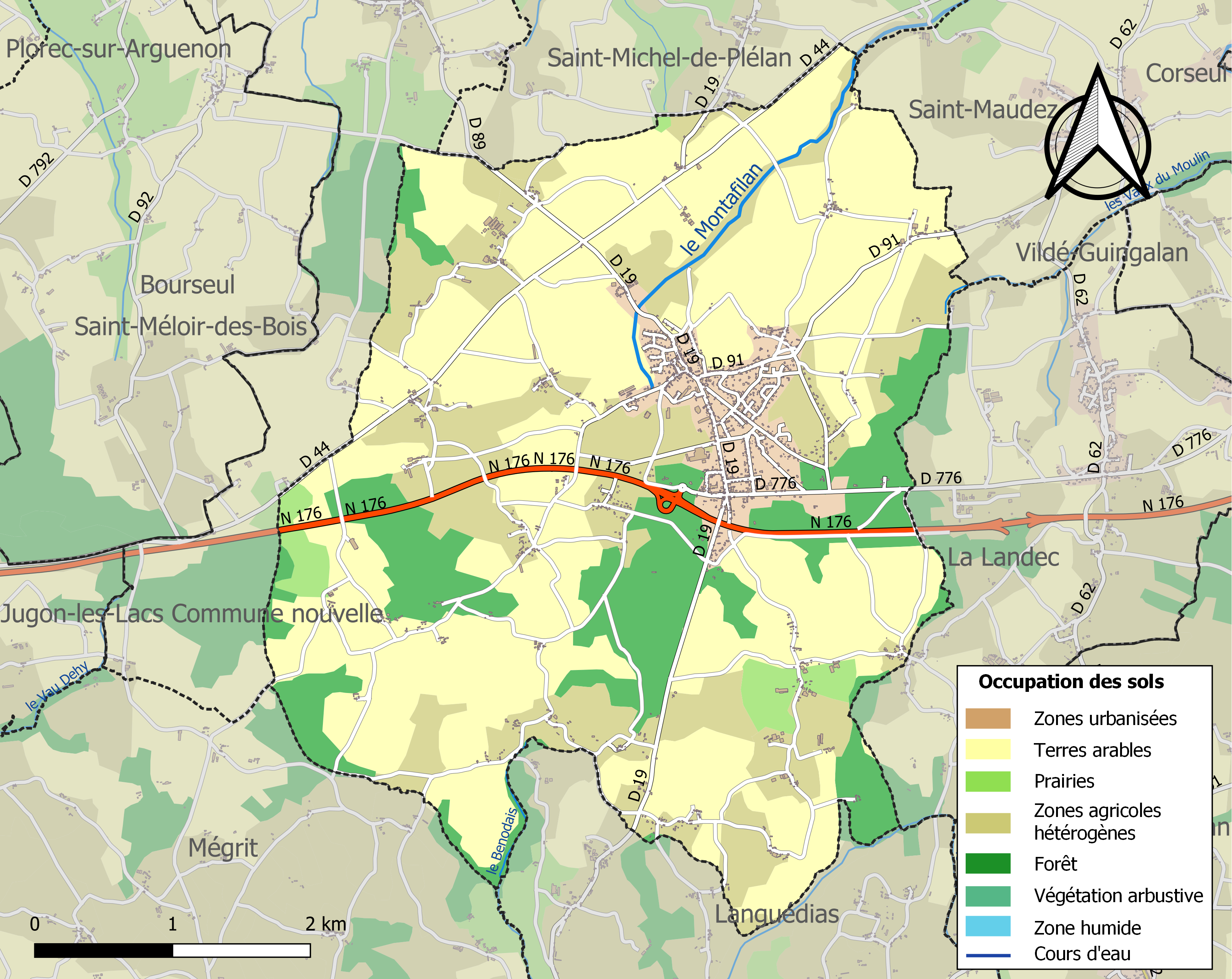
Carte des infrastructures et de l'occupation des sols de la commune en 2018 (CLC).

## Toponymie
Le nom de Plélan provient du breton ploe (paroisse) et lan (ermitage) : « la paroisse de l'ermitage ».
Petit, déjà utilisé au XVe siècle le définit par rapport à grand dans Plélan-le-Grand.
Le nom de la localité en gallo est Pyelan.
La forme bretonne actuelle proposée par l'Office public de la langue bretonne est Plelann-Vihan.

## Histoire
Moyen Âge
16,6 % des noms de lieux de la commune sont d'origine bretonne, preuve de l'implantation durant le haut Moyen Âge de populations bretonnes.
Les guerres du XXe siècle
Le monument aux morts porte les noms de 92 soldats morts pour la Patrie :
- 71 sont morts durant la Première Guerre mondiale ;
- 13 sont morts durant la Seconde Guerre mondiale ;
- 3 sont morts durant la guerre d'Algérie ;
- 3 sont morts durant la guerre d'Indochine ;
- 2 sont morts hors conflit.

## Héraldique
| Blason | Blasonnement : D'azur fretté d'argent au croissant de gueules brochant en chef. |

## Politique et administration
| Période                                  | Période                       | Identité           | Étiquette               | Qualité |
| ---------------------------------------- | ----------------------------- | ------------------ | ----------------------- | --- |
| Les données manquantes sont à compléter. |                               |                    |                         | |
| avant 1925                               | juillet 1932 (décès)          | Louis Larère       | Conservateur            | Avocat Sénateur des Côtes-du-Nord (1912 → 1921) Conseiller général de Plélan-le-Petit (1911 → 1913)               |
| août 1932                                | 1963 (démission)              | Joseph Lefort père | Rad.soc. puis SFIO app. | Huissier de justice Conseiller général de Plélan-le-Petit (1955 → 1961) Conseiller d'arrondissement (1938 → 1940) |
| 1963                                     | mars 1983                     | Joseph Lefort fils |                         | Huissier de justice et agent d'assurance, résistant Premier adjoint (1983 → 1989)                                 |
| mars 1983                                | mars 2008                     | Prosper Besnard    | PS puis DVG             | Agriculteur Conseiller général de Plélan-le-Petit (1979 → 2011)                                                   |
| mars 2008                                | En cours (au 19 janvier 2021) | Didier Miriel      | DVG                     | Agent SNCF retraité                                                                                               |

## Démographie
L'évolution du nombre d'habitants est connue à travers les recensements de la population effectués dans la commune depuis 1793. Pour les communes de moins de 10 000 habitants, une enquête de recensement portant sur toute la population est réalisée tous les cinq ans, les populations de référence des années intermédiaires étant quant à elles estimées par interpolation ou extrapolation. Pour la commune, le premier recensement exhaustif entrant dans le cadre du nouveau dispositif a été réalisé en 2004.

En 2022, la commune comptait 1 947 habitants, en évolution de +1,72 % par rapport à 2016 (Côtes-d'Armor : +1,78 %, France hors Mayotte : +2,11 %).
| 1793 | 1800 | 1806 | 1821 | 1831  | 1836 | 1841  | 1846  | 1851  |
| ---- | ---- | ---- | ---- | ----- | ---- | ----- | ----- | ----- |
| 935  | 854  | 909  | 839  | 1 050 | 979  | 1 022 | 1 003 | 1 104 |

| 1856  | 1861  | 1866  | 1872  | 1876  | 1881  | 1886  | 1891  | 1896  |
| ----- | ----- | ----- | ----- | ----- | ----- | ----- | ----- | ----- |
| 1 116 | 1 163 | 1 199 | 1 128 | 1 214 | 1 231 | 1 309 | 1 281 | 1 285 |

| 1901  | 1906  | 1911  | 1921  | 1926  | 1931  | 1936  | 1946  | 1954  |
| ----- | ----- | ----- | ----- | ----- | ----- | ----- | ----- | ----- |
| 1 246 | 1 250 | 1 247 | 1 072 | 1 114 | 1 094 | 1 134 | 1 081 | 1 043 |

| 1962  | 1968  | 1975  | 1982  | 1990  | 1999  | 2004  | 2006  | 2009  |
| ----- | ----- | ----- | ----- | ----- | ----- | ----- | ----- | ----- |
| 1 059 | 1 127 | 1 268 | 1 364 | 1 525 | 1 505 | 1 562 | 1 609 | 1 761 |

| 2014  | 2019  | 2022  | - | - | - | - | - | - |
| ----- | ----- | ----- | - | - | - | - | - | - |
| 1 868 | 1 901 | 1 947 | - | - | - | - | - | - |

## Distinctions culturelles
Plélan-le-Petit fait partie des communes ayant reçu l’étoile verte espérantiste, distinction remise aux maires de communes recensant des locuteurs de la langue construite espéranto.

## Sport

### Football
Le stade municipal rénové avec 147 sièges dans l' unique tribune de l' enceinte depuis la saison 2024-2025 accueille l'équipe de football du village qui évolue en district 1 deupuis 2023-2024, l'équipe 2 évolue en district 2 deupuis 2016-2017 et l'équipe 3 est elle championne de district 4 2024-2025 alors qu'elle évoluait dans le championnat deupuis 2023-2024 : le Football club Plélan Vildé Corseul "FCPVC". Les « abeilles » en référence à la couleur de la tunique arborée par les joueurs.

### Badminton
Plélan-le-Petit dispose également d'un club de badminton. On y compte des joueurs de bon niveau. De plus, le club a été doublement médaillé par l'EFB.[réf. nécessaire]

## Lieux et monuments

### Patrimoine religieux
- L'église Saint-Pierre-ès-Liens, érigée entre 1876 et 1878, située en bourg de Plélan.
- Plusieurs croix dont les suivantes :
  - la croix de la Bardelais du Haut Moyen Âge ;
  - la croix de la Ville-ès-Ains du Haut Moyen Âge ;
  - la croix monolithique de Quéhennic ;
  - la croix Saint-Thual datée de 1889 ;
  - la croix provenant de l'ancien cimetière (XVIe siècle) ;
  - la croix à double traverse, accompagnée de deux autres croix du Haut Moyen Âge ;
  - les sept croix, situées sur la route de Jugon-les-Lacs, inscrites au titre des Monuments historiques[31] en 1925. L'histoire des sept croix de Plélan-le-Petit illustre la transformation d'un culte populaire sous l'influence de l'église catholique : les sept croix correspondraient à l'origine aux tombes de sept personnes assassinées en forêt au XVIIIe siècle et qui faisaient l'objet d'une vénération populaire. Un recteur de la paroisse, l'abbé Morin, les déplaça au lieu actuel en 1868 et associa leur culte à celui des Sept Saints du Tro Breiz, avec l'aide de Mgr David, évêque de Saint-Brieuc, qui vint bénir les sept croix en 1872[32].
  - l'ossuaire du XVIIe siècle, qui était autrefois adossé au mur du cimetière et a été déplacé en 1937. Inscrit au titre des Monuments historiques[33] en 1926.

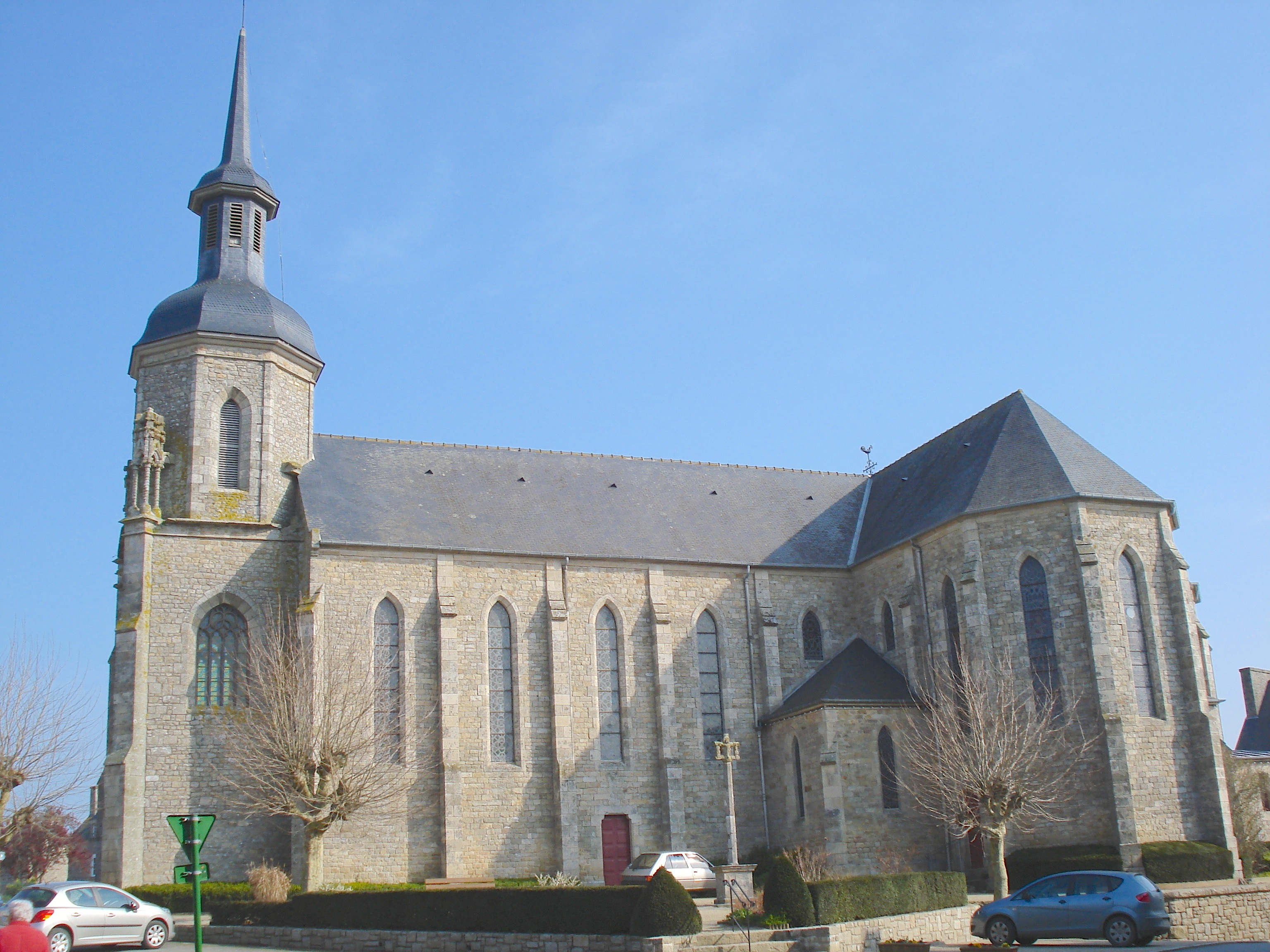
L'église Saint-Pierre-ès-Liens.
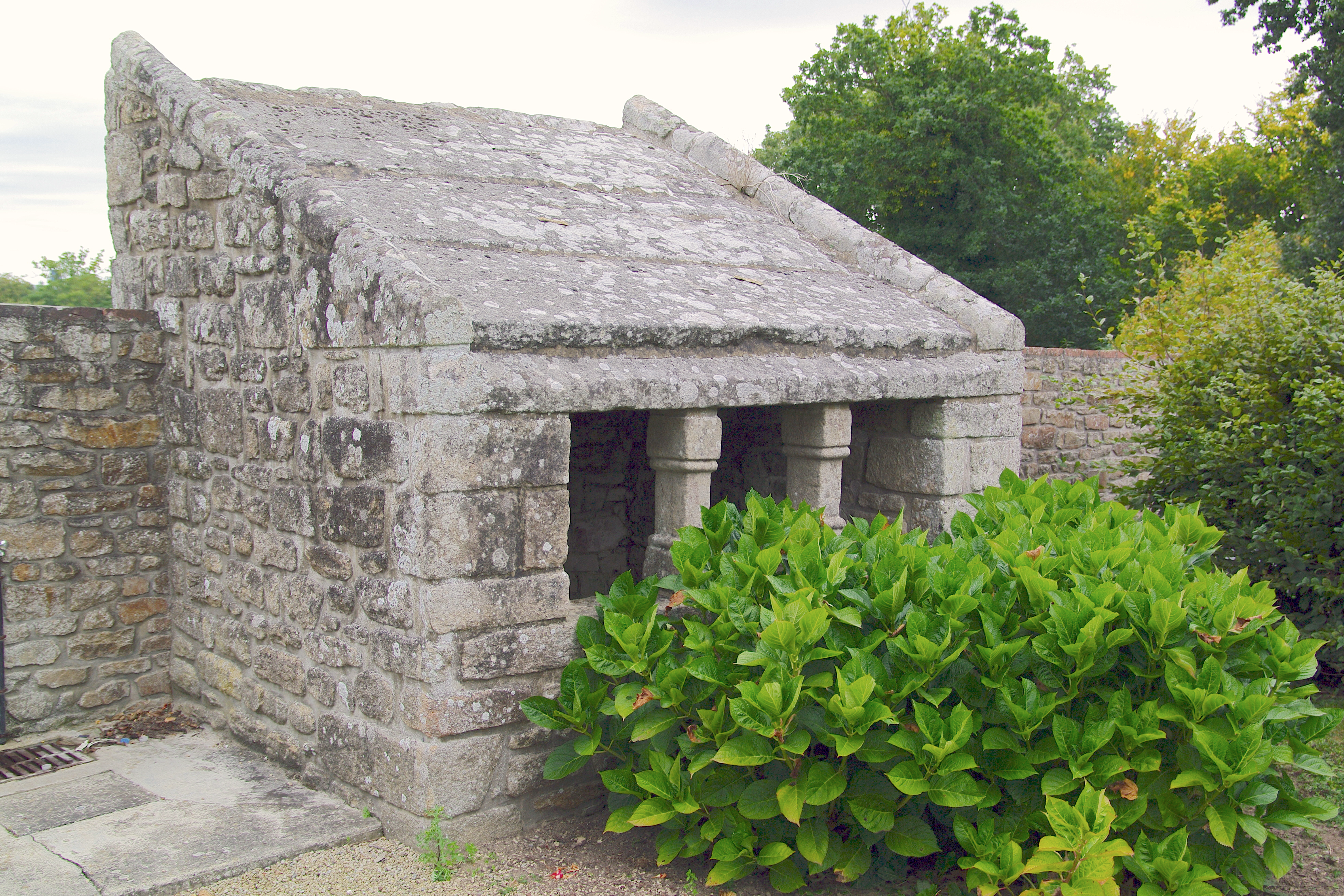
L'ossuaire.
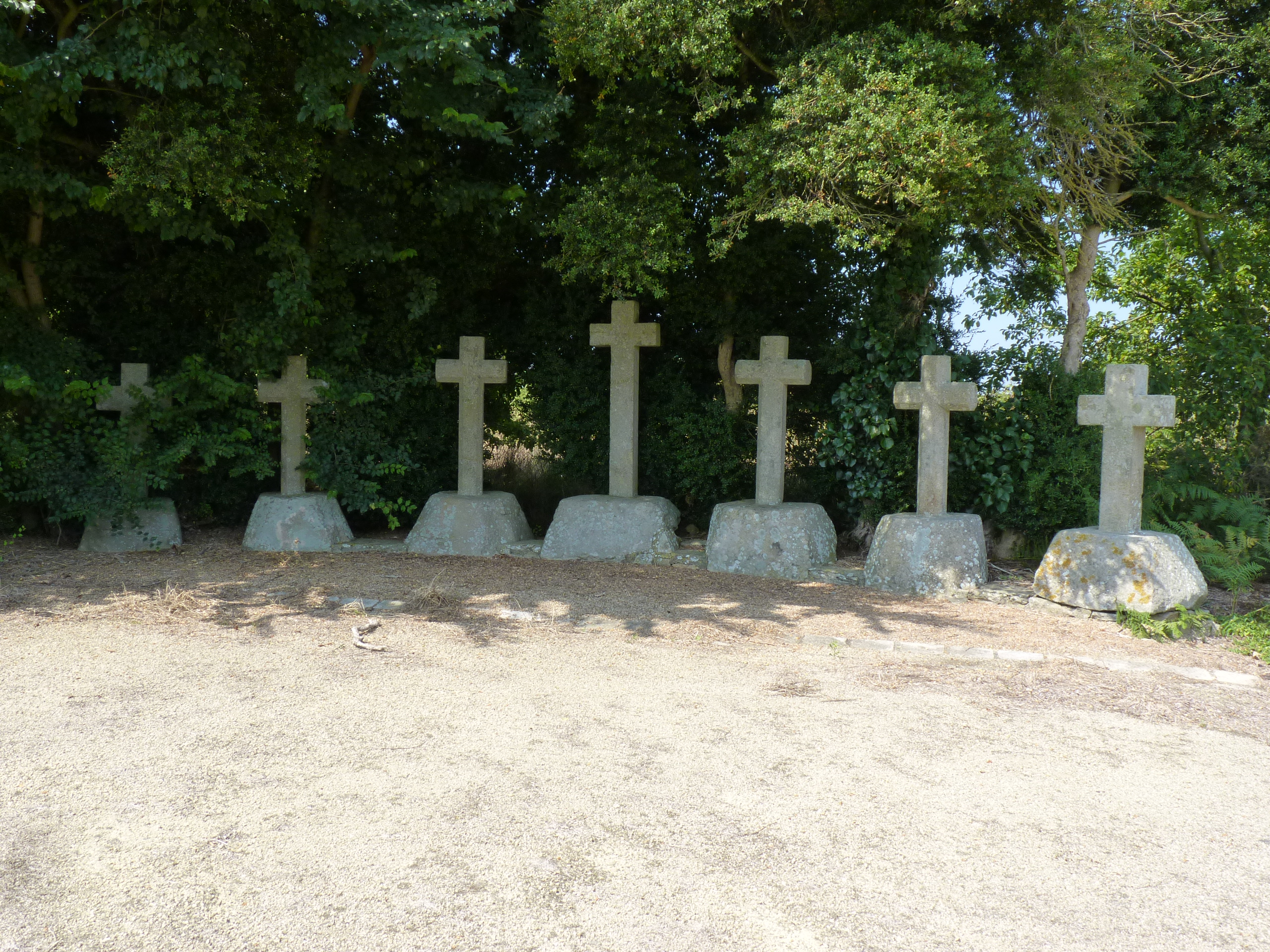
Les "sept croix" de Plélan-le-Petit.

### Patrimoine civil
- Le manoir des Fossés, manoir gothique du XIVe siècle, de type "logis-porte" avec sa charpente gothique (unique en Bretagne dans un bâtiment civil), est parmi les plus anciens manoirs de Bretagne ; inscrit au titre des Monuments historiques[34] en 1992. Sur le même site, une tour du XVIe siècle attenante à un édifice modifié au XIXe siècle
- Le manoir de la Bardelais |XVIe}(pour la partie la plus ancienne} et daté de 1770 pour la partie la plus récente)
- Le manoir de Légoman du XVIIIe siècle
- Les intéressantes maisons du village du Chatel, qui sont des anciennes dépendances de l'ancien manoir du Chatel.

### Patrimoine naturel
L'espace Montafilan situé au sud du bourg rassemble plus de 1200 arbres sur une superficie de près de 10 hectares. Il s'agit d'un parc paysager ouvert au public comportant des sentiers de promenades, de petits plans d'eau et un arboretum. Le parc a été conçu par Bertrand Paulet, architecte paysagiste également créateur du parc du domaine départemental de la Roche-Jagu.
L'espace Montafilan a été créé en 2001, il a représenté un budget de 474 milliers d'Euros financés pour moitié par la commune et pour moitié par des subventions provenant des fonds européens Leader II, de programmes de l'état (FEOGA, FNADT), de la région et du conseil départemental des Côtes d'Armor.

## Personnalités liées à la commune
Le journaliste Victor Robert est originaire de Plélan-le-Petit.
Le footballeur Nicolas Haquin, originaire de la commune.

## Galerie

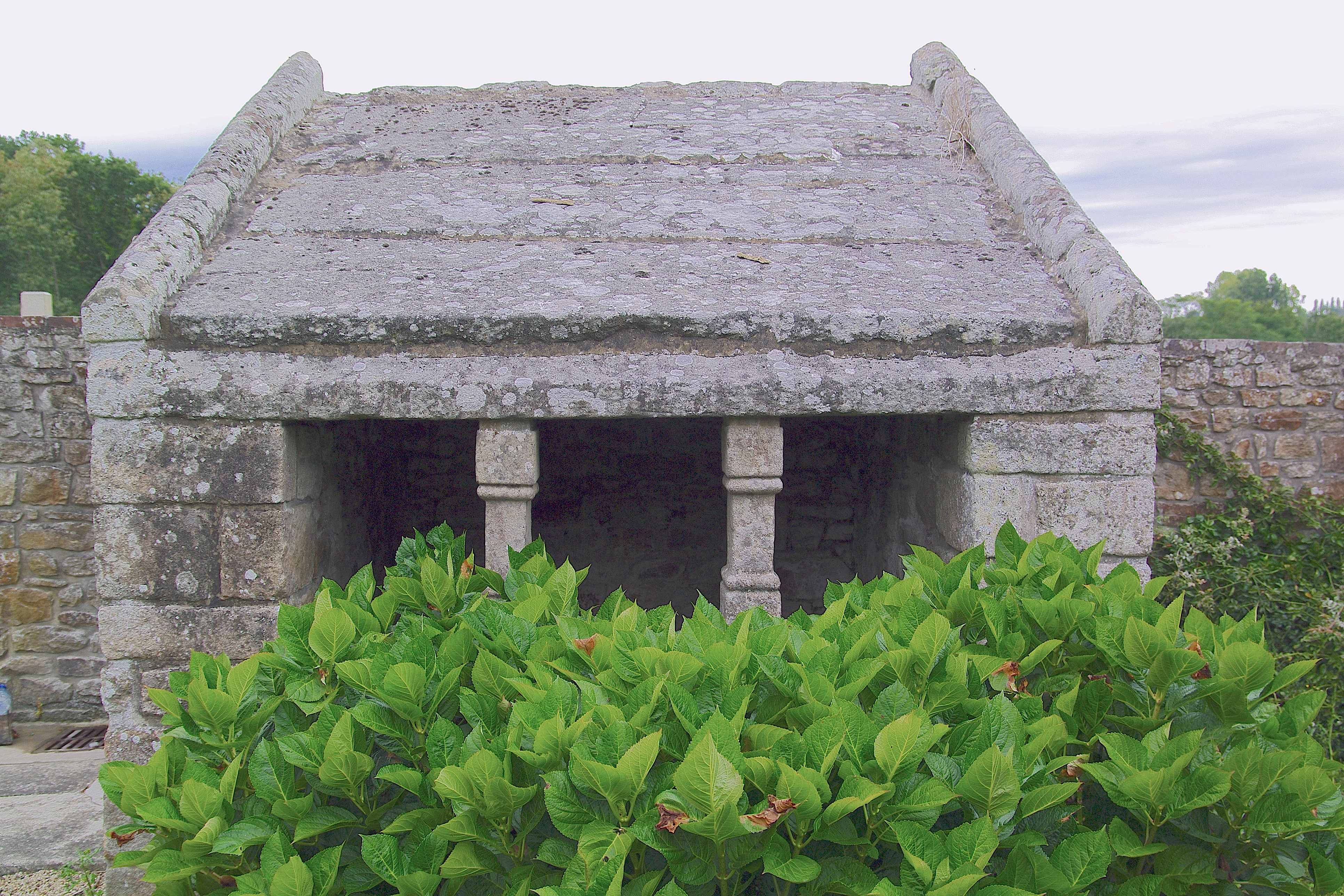
Ossuaire.
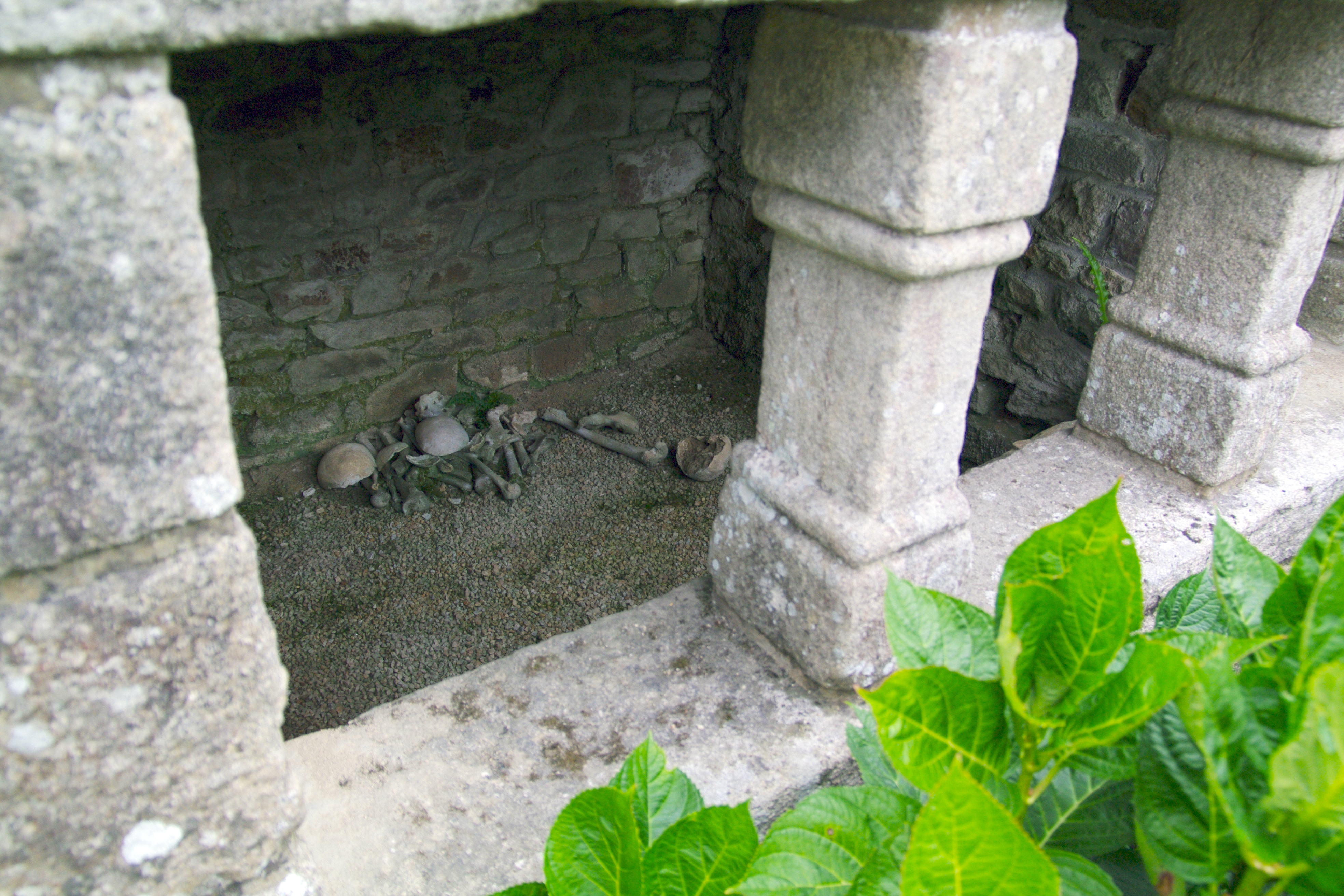
Présence d'os dans l'ossuaire.
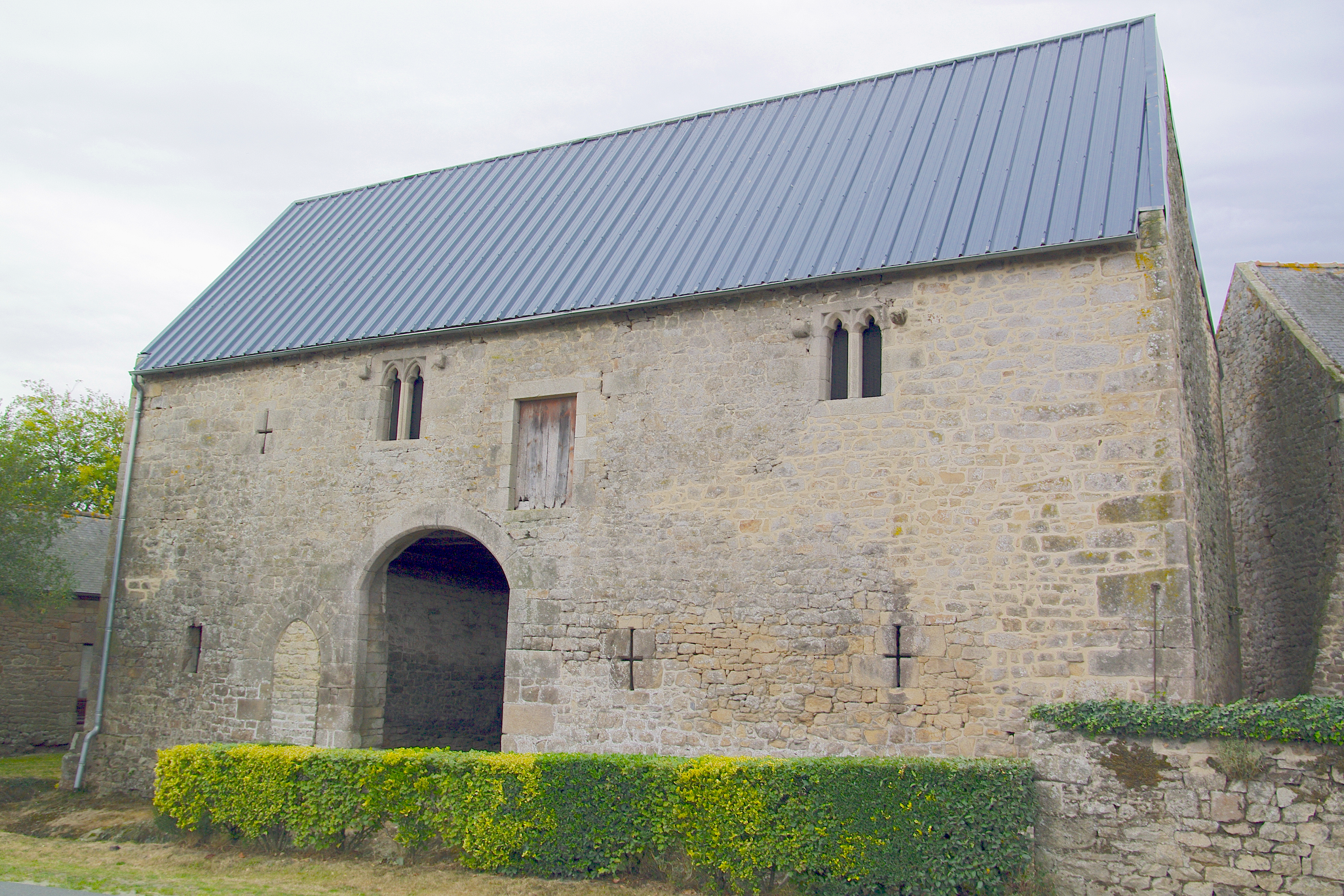
Manoir des Fossés.
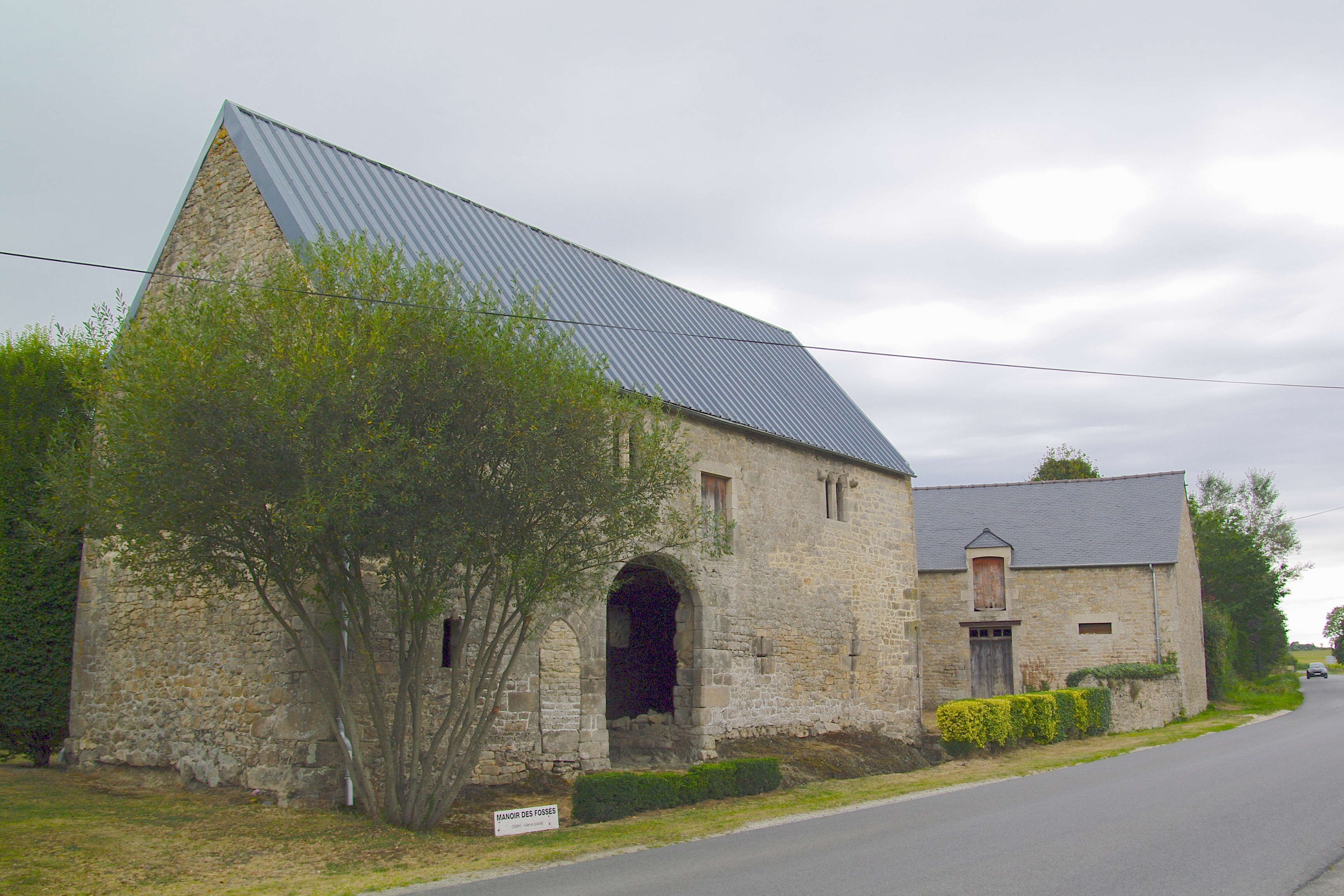
Manoir des Fossés.